# Буриаш (Илфов)
Буриаш (рум. Buriaș) насеље је у Румунији у округу Илфов у општини Периш. Oпштина се налази на надморској висини од 119 m.

## Становништво
Према подацима из 2002. године у насељу је живело 1433 становника, од којих су сви румунске националности.